# Las Chinacas
Las Chinacas är en ort i Mexiko.   Den ligger i kommunen Chínipas och delstaten Chihuahua, i den nordvästra delen av landet, 1 300 km nordväst om huvudstaden Mexico City. Las Chinacas ligger 1 498 meter över havet och antalet invånare är 308.
Terrängen runt Las Chinacas är huvudsakligen kuperad, men västerut är den bergig. Runt Las Chinacas är det mycket glesbefolkat, med 3 invånare per kvadratkilometer. Las Chinacas är det största samhället i trakten. I omgivningarna runt Las Chinacas växer huvudsakligen savannskog.